# 蒙勒加尔
蒙勒加尔（法語：Montregard，法語發音：[mɔ̃ʁəɡaʁ]）是法国上卢瓦尔省的一个市镇，属于伊桑若区。

## 地名
该地名“Montregard”发音为[mɔ̃ʁəɡaʁ]，字母“t”不发音，《世界地名翻译大辞典》与《世界地名译名词典》将其误译作“蒙特勒加尔”。

## 地理
蒙勒加尔（45°9'31"N, 4°20'48"E）面积39.93 平方千米，位于法国奥弗涅-罗讷-阿尔卑斯大区上盧瓦爾省，该省份为法国中南部省份，北起多姆山省和卢瓦尔省，西接康塔爾省，南至洛泽尔省，东临阿尔代什省。
与蒙勒加尔接壤的市镇（或旧市镇、城区）包括：维瓦赖地区圣安德烈、迪尼耶尔、拉普特、勒马斯德唐斯、沃莱地区蒙福孔、罗库勒、圣博内勒弗鲁瓦、圣于连莫莱萨巴特、唐斯。
蒙勒加尔的时区为UTC+01:00、UTC+02:00（夏令时）。

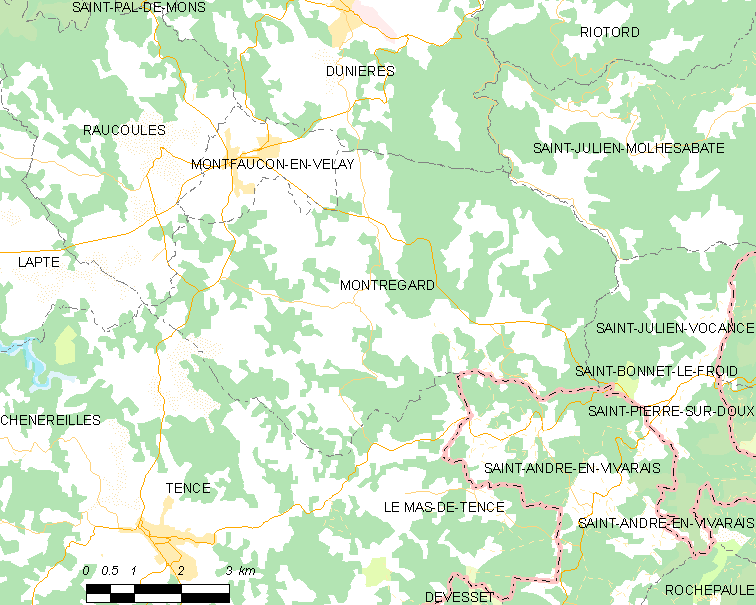
蒙勒加尔的OSM定位图

## 行政
蒙勒加尔的邮政编码为43290，INSEE市镇编码为43142。

## 政治
蒙勒加尔所属的省级选区为布蒂耶尔县。

## 人口

1962-2008年间蒙勒加尔人口变化图示

蒙勒加尔于2022年1月1日时的人口数量为613人。